# Cottage à East Bergholt
Cottage à East Bergholt est un tableau de John Constable.
East Bergholt, village d'Angleterre, est le lieu de naissance du peintre. On voit dans ce paysage un cottage (qu'on devine grâce à une face et à la cheminée) ainsi qu'un arc-en-ciel. Il y a une accumulation de matière colorante. Constable commencera à utiliser le couteau à peindre (spatule) pour appliquer une couleur, puis travaillera avec une brosse.
Si Constable considère ses tableaux comme l'achèvement de ses recherches, leur arrivée à maturité, ses esquisses sont presque plus intéressantes. En effet, ce sont les traces du chemin parcouru au cours de ses explorations[réf. nécessaire].